# بانوشتور
بانوشتور (به صربی: Banoštor) یک منطقهٔ مسکونی در صربستان است که در Beočin Municipality واقع شده‌است. بانوشتور ۷۸۰ نفر جمعیت دارد.